# Werkseisenbahn der Tateyama-Sabō-Erosionsschutzanlagen

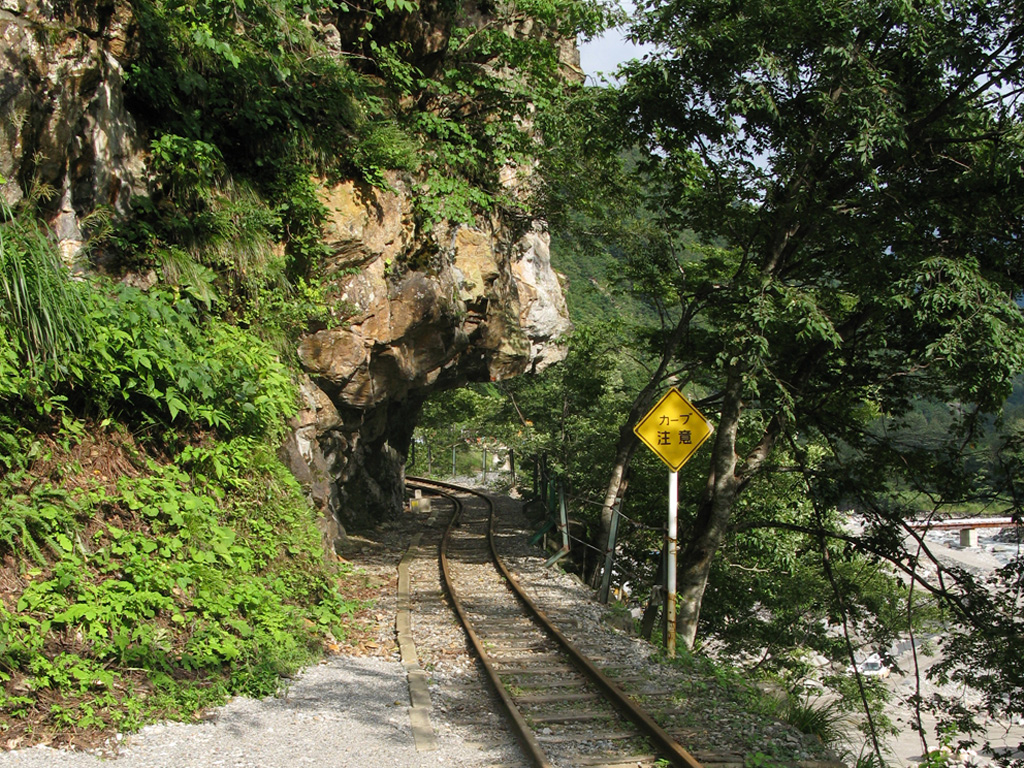
Amadori Überhang der Schmalspur-Werkseisenbahn

Die Werkseisenbahn der Tateyama-Sabō-Erosionsschutzanlagen (jap. 立山砂防工事専用軌道, Tateyama Sabō Kōji Sen’yō Kidō oder 立山砂防軌道, Tateyama Sabō Kidō) ist eine japanische 610-mm-Schmalspurbahn in Tateyama, Präfektur Toyama. Sie wird vom Regionalentwicklungsamt Hokuriku des Ministeriums für Land, Infrastruktur und Transport betrieben.

## Einführung
Die Eisenbahn transportiert Werkstoffe und Arbeiter für den Bau und die Erhaltung von Erosionsschutzanlagen am Fluss Jōganji (常願寺川, -gawa), zum Beispiel für Dämme. Anders als die meisten japanischen Eisenbahnen wird sie weder durch die „Eisenbahnbetriebsgesetze“ (鉄道事業法, Tetsudō jigyōhō) noch durch die „Straßenbahngesetze“ (軌道法 Kidōhō), sondern durch das industrielle „Sicherheits- und Gesundheitsgesetz“ (労働安全衛生法, Rōdō Anshin Eiseihō) geregelt, weil die Anlage nicht dem öffentlichen Transport dient, sondern eine Werkseisenbahn ist. Allerdings ist die Linie unter Eisenbahnfans sehr bekannt und beliebt. Sie ist einer der wenigen japanischen Schmalspurbahnen oder möglicherweise die einzige noch existierende mit 610 mm Spurbreite. Auch ist sie eine der Eisenbahnlinien mit besonders vielen Spitzkehren. Aufgrund ihrer historischen Bedeutung ist die Strecke als Denkmal registriert.

## Geschichte
Der Jōganji fließt vom Tateyama-Gebirge zur Toyama-Bucht. Er ist für seine häufigen Überschwemmungen und Schuttströme bekannt. 1926 begann das Ministerium für Innere Angelegenheiten, Erosionsschutzanlagen einschließlich der Eisenbahnlinie zu bauen. Die Schmalspurbahn zwischen Senjugahara und Kanbadaira wurde 1929 eröffnet. 1930 wurde eine Standseilbahn zwischen Kanbadaira and Mizutani gebaut, und im darauf folgenden Jahr eine Eisenbahn zwischen Mizutani und Shiroiwa. Während des Zweiten Weltkriegs wurde der Betrieb von 1944 bis 1948 vorübergehend eingestellt. Während dieser Zeit kollabierte die Standseilbahn und wurde 1951 durch eine Seilbahn ersetzt. 1965 wurde der Abschnitt durch eine normale Eisenbahn ersetzt mit 18 Spitzkehren hintereinander. Die gesamte Strecke von Senjugahara bis Shiroishi wurde zu einer einzigen Bahnlinie zusammengefasst. Der Abschnitt zwischen Mizutani und Shiroishi wurde später aufgegeben, und die Bahn verkehrt heute nur zwischen Senjugahara und Mizutani. 1998 und 2007 wurden neue Tunnel gebaut, um die Anzahl der Spitzkehren zu vermindern.

## Haltepunkte

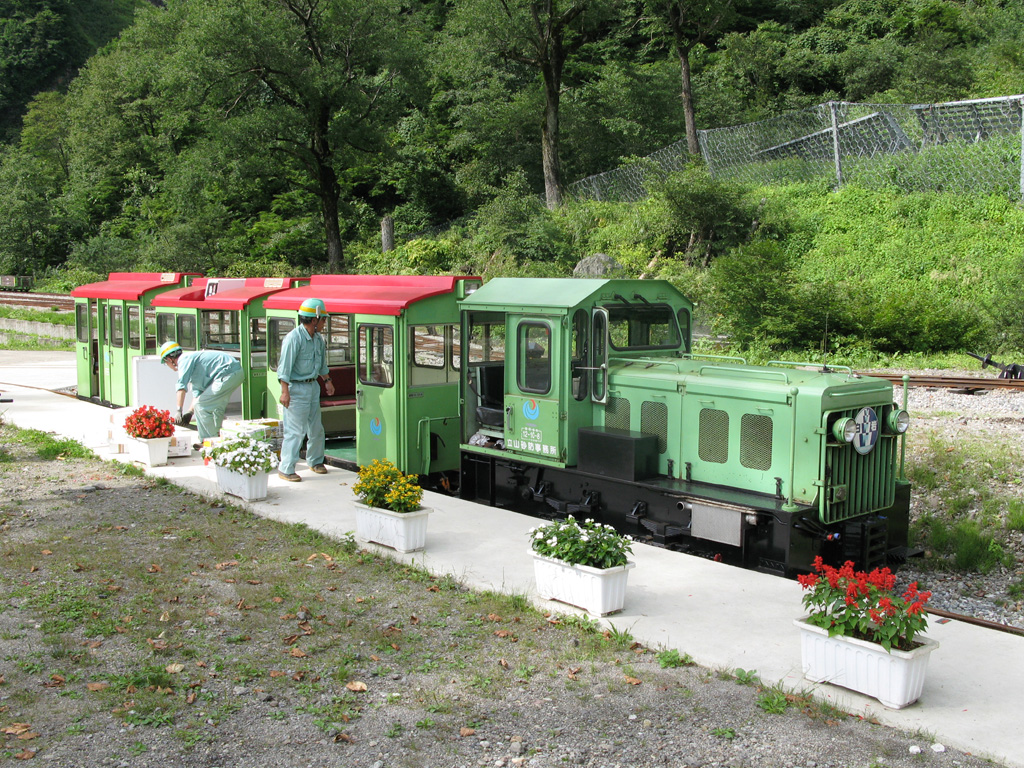
Ein Zug am Haltepunkt Mizutani

Es gibt sechs liaison offices genannte Haltepunkte:
- Senjugahara (千寿ヶ原) in der Nähe des Bahnhofs der Toyama Chihō Railway und Tateyama Line soweu der Tateyama Cable Car Station von Tateyama. Höhe 475 m über N.N.
- Nakagoya (中小屋)
- Kuwadani (桑谷)
- Onigajō (鬼ヶ城)
- Kanbadaira (樺平)
- Mizutani (水谷), Höhe 1117 m über N.N.

## Wichtige Daten
- Spurweite 610 mm
- Außer Ausweichstellen keine zweigleisige Streckenführung
- Länge: 18 km
- Höhenunterschied: 640 m
- Durchschnittliche Steigung: 35,6 ‰
- Maximale Steigung: 83,3 ‰
- Oberleitung: nicht elektrifiziert
- Haltepunkte: 6
- Tunnel: 12
- Brücken: 20
- Spitzkehren: 38, auf 8 Abschnitte aufgeteilt (bis 2005 gab es 42 Spitzkehren in 9 Abschnitten)

## Schienenfahrzeuge

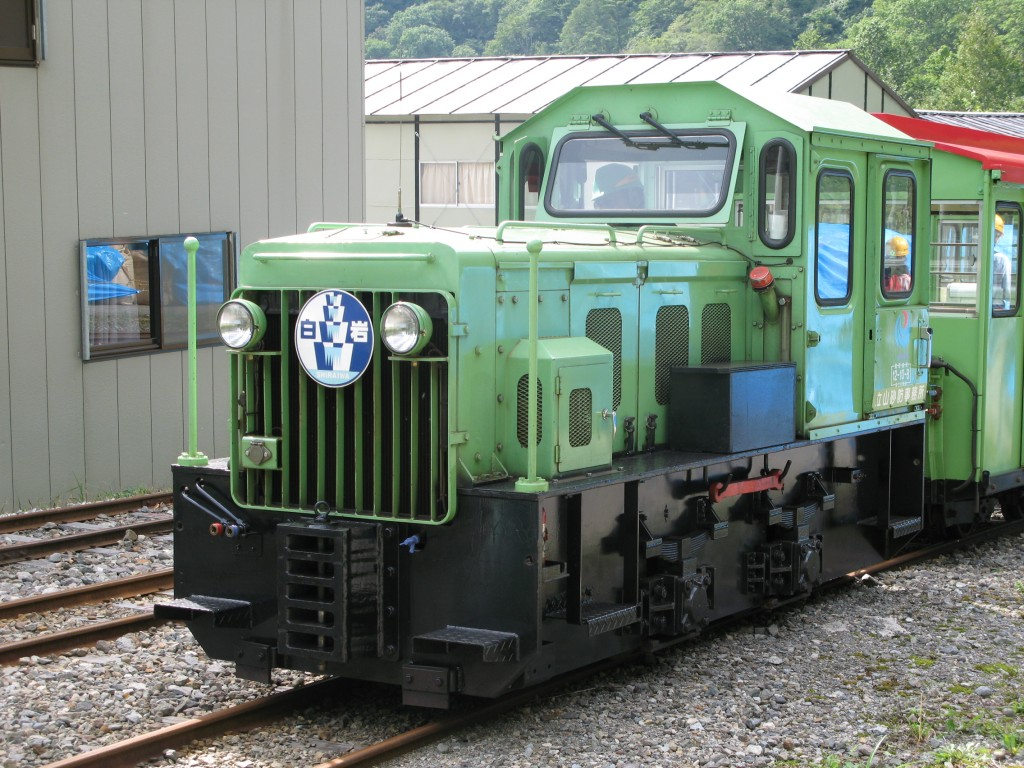
Diesellok der Tateyama Sabō Erosionsschutzanlagen-Werkseisenbahn

- Diesellokomotiven: 9
- Bauzüge: 4
- Passagierwaggons: 16
- Güterwagen: 104

## Fahrplan
Normalerweise zieht eine Diesellok drei Wagen. Der Fahrplan ist relativ häufig. Die gesamte Reise dauert 1 Stunde und 45 Minuten. Wegen heftiger Schneefälle ist die Bahnlinie von Mitte November bis Juni geschlossen. Im Winter werden einige Brücken und Zäune abgebaut, um ihre Beschädigung durch den Schnee zu vermeiden.
Die Bahnlinie ist eigentlich nicht für den öffentlichen Verkehr vorgesehen, aber seit 1984 gibt es eine geführte Tour zum Thema Erosionsschutz, die die Bahn verwendet. Trotzdem ist es für Eisenbahnfans schwierig, mit dem Zug mitzufahren, da viele Fahrten wegen schlechten Wetters ausfallen und man im Vorhinein buchen muss und eine Verlosung der Tickets gewinnen muss. 2006 waren insgesamt 16 Fahrten mit 720 Passagieren pro Tag geplant. Es gab 1,83 bis 5,55 mal mehr Bewerber als verfügbare Plätze, und nur 69 % der geplanten Fahrten konnten durchgeführt werden.